# Kobe de Koe
Kobe de koe is een Belgische stripreeks die voor het eerst is verschenen in 1992 met Stephen Desberg als scenarist en Johan De Moor als tekenaar. De eerste zeven albums werden uitgegeven door Casterman. Deze stripreeks werd voortgezet van 2001 tot 2002 bij uitgeverij Le Lombard onder de reeksnaam Volle melk.
De heldin van de reeks is een eenvoudige melkkoe die een dubbelleven heeft als geheim agente en in die rol de wereld voor groot onheil behoedt. In 2004 gaf Johan De Moor te kennen dat hij stopte met de reeks.

## Albums
Alle albums zijn geschreven door Stephen Desberg, getekend door Johan De Moor. 
Bij Casterman:
1. De grote mensenjacht
2. Rioolrevolutie
3. Een pad op het slechte pad
4. Een streek onder water
5. Het stemgedrag der dieren
6. De papieren tijgers
7. De zure smaak van weerwraak

Bij Le Lombard:
1. Zalige koeien
2. De naakte koe